# 深沢一夫
深沢 一夫（ふかざわ かずお、1933年12月27日 - ）は、日本のシナリオ作家、作家。神奈川県横浜市生まれ。本名、原 和男。
横浜で「深沢一夫演劇教室」を開く。

## 経歴
旧制中学校を2年で中退。くつ屋店員、人形劇団員などをへて、『週刊朝日』ミュージカル脚本募集に「アイヌ恋歌」が入選し、作家生活に入る。
人形劇団・人形座に脚本を提供した『春楡（チキサニ）の上に太陽』はアイヌの民族叙事詩「ユーカラ」を題材とした人形劇で1959年に初演。
高畑勲の『太陽の王子 ホルスの大冒険』（1968、『春楡（チキサニ）の上に太陽』を元に作られた）、『母をたずねて三千里』（1976）などのシナリオで知られる。

## 脚本

### テレビドラマ
- 春楡の上に太陽 人形劇、NHK 1959年
- 人生の四季 日本テレビ 1962年
- 判決 NET 1962年-1966年
- ある勇気の記録 NET 1967年
- 挑戦者 続・ある勇気の記録 NET 1967年
- とぼけた奴ら NET 1967年-1968年
- われら弁護士 日本テレビ 1968年
- 秘密 NET 1975年

### テレビアニメ
- 母をたずねて三千里 1976年

### 劇場アニメ
- 太陽の王子 ホルスの大冒険 1968年
- 千夜一夜物語 1969年

## 著書
- 『この壁をつきぬける ドキュメント・日本の労働災害』東邦出版社 1975
- 『藤木生存権訴訟 11年の歩みと戦後民主主義』汐文社 1979 同時代叢書
- 『はだしのゲン 児童文学版』中沢啓治原作 汐文社 1980
- 『遺品は語る』森下一徹写真 汐文社、1982
- 『太陽の王子ホルスの大冒険 名作シナリオ』朝日ソノラマ 1982 アニメ文庫
- 『今死をみつめる子らの周辺』汐文社 1983 同時代叢書
- 『きい君今年もがんばったね』1983 汐文社・ジュニアノンフィクション
- 『ミチコとクミ ヒロシマの二人』1986 汐文社ノンフィクションライブラリー

## 参考
- 『藤木生存権訴訟』著者略歴